# لا تنظروا إلى السماء
لا تنظروا إلى السَّماء (بالإنجليزية: Don't Look Up)‏ فيلم كوميديا سوداء أمريكي لعام 2021 من كتابة وإخراج آدم مكاي. العمل يضم طاقم تمثيل كبير يتصدرهم جينيفر لورنس وليوناردو دي كابريو بدور عالمي فلك يذهبان في رحلة عالمية لتحذير البشرية من خطر اقتراب كويكب سيدمر كوكب الأرض.
صدر الفيلم في نهاية 2021 على نتفليكس.

## حبكة
الفيلم يتبع عالمي فلك غير معروفين يذهبان في جولة إعلامية عملاقة لتحذير البشرية من اقتراب مذنب سيدمر كوكب الأرض.

## طاقم تمثيل
- ليوناردو دي كابريو بدور دكتور راندال ميندي، عالم فلك
- جينيفر لورنس بدور كيت ديبيسكي، عالمة فلك
- كيت بلانشيت بدور بري إيفانتي
- روب مورغان بدور دكتور كلايتون «تيدي» أوجليثورب

- ميريل ستريب بدور الرئيسية جاني أورليان
- جونا هيل بدور جايسون أورليان ورئيس موظفي البيت الأبيض
- تيموثي شالاماي بدور كوينتن
- أريانا غراندي بدور رايلي بينا
- هيمش باتيل بدور فيليب
- كيد كودي بدور دي جي تشيلو
- ماثيو بيري بدور دان باوكيتي، مذيع محافظ
- تومر سيسلي بدور أدول غريلو
- تايلر بيري بدور جاك بريمر
- ميلاني لينسكي بدور جون
- رون بيرلمان بدور العقيد بن دراسك
- كريس إيفانز بدور بيتر إيشيرويل
- جينا غيرشون
- مارك رايلانس
- مايكل تشيكلس
- بول غيلفويل بدور الجنرال ثيمز، رئيس هيئة الأركان المشتركة الأمريكية

## روابط خارجية
- Don't Look Up on نتفليكس
- لا تنظروا إلى السماء  في قاعدة بيانات الأفلام على الإنترنت (بالإنجليزية)